# Nowshehra
Nowshehra é uma cidade no distrito de Rajauri, no estado indiano de Jammu e Caxemira.

## Demografia
Segundo o censo de 2001, Nowshehra tinha uma população de 4415 habitantes. Os indivíduos do sexo masculino constituem 52% da população e os do sexo feminino 48%. Nowshehra tem uma taxa de literacia de 79%, superior à média nacional de 59,5%: a literacia no sexo masculino é de 82% e no sexo feminino é de 76%. Em Nowshehra, 13% da população está abaixo dos 6 anos de idade.